# Lipa Przednia
Lipa Przednia (niem. Vorder Lippa, 1938–1945 Vorder Oppendorf) – osada leśna w Polsce położona w województwie warmińsko-mazurskim, w powiecie piskim, w gminie Pisz.
W latach 1975–1998 miejscowość administracyjnie należała do województwa suwalskiego.